# ヴォロディームィル・オーリヘルドヴィチ
ヴォロディームィル・オーリヘルドヴィチ（ルーシ語：Володимерь　Ольгердовичь；ウクライナ語：Володимир Ольгердович, ? - 1398年以後）は、リトアニア大公国の統治者アルギルダスと、その最初の妻のヴィーツェプスク公女マリヤの間の息子の一人。キエフ公国の統治者（在位：1362年 - 1394年）。現代のリトアニア語の文献ではヴラディミラス・アルギルダイティス（Vladimiras Algirdaitis）。

## 概要
1362年の青水の戦い以後、キエフ公国はリトアニア大公国の支配下に置かれた。ヴォロディームィルはこの戦いの直後、同族の従叔父であるテオドラスに代わりキエフの新しい統治者となった。ヴラディミルはキエフ公国の独立を志向し、自ら貨幣を発行した。当初、ヴォロディームィルの貨幣はジョチ・ウルスの貨幣の伝統に深く影響されたものであり、貨幣に描かれたシンボルもジャーニー・ベクやムハンマド・ボラクらのハーンの発行した貨幣のコピーであった。しかし、後にキエフの貨幣のシンボルはモンゴルのタンガ (en) から、キエフの頭文字「K」と正教の象徴である十字架に代わった。しかし一方で、キエフ公国はジョチ・ウルスに依然として貢納を続けねばならなかった。ヴォロディームィルの発行した貨幣は、リトアニア大公国の領域において初めて発行された貨幣である。
1384年、ヴォロディームィルは軍勢を遣わしてモスクワ府主教ディオニシイを捕え、府主教はその翌年に獄死した。これはモスクワ府主教の称号をめぐるディオニシイ、ピーメン、キプリアンの抗争の一端であった。
1386年に異母弟ヨガイラがポーランド王に即位すると、ヴォロディームィルはヨガイラに忠誠を誓った。1392年のオストルフ協定によってリトアニア大公となったヴィータウタスは、大公国内の各地域の公たちを排除し、代わりに摂政を置く政策を開始した。この政策は大公に不従順な公たちを罰するために始められたものであろうが、結果としてリトアニア国家の中央集権化への移行を進める運動に変容していった。1393年、ヴィータウタスはリュバルタスの息子テオドラスからヴォロディームィル＝ヴォルィーンシキーを、カリブタスからノーウホロド＝シーヴェルシクィイを、シュヴィトリガイラからヴィーツェプスクをそれぞれ没収した。1394年、ヴィータウタスとスキルガイラはヴォロディームィルの許に軍勢を差し向け、ヴォロディームィルは戦うことなく降伏した。スキルガイラがキエフ公国の新しい支配者となり、ヴォロディームィルはスルツク＝カプィリ公国を与えられた。1398年10月以後、史料にヴォロディームィルが登場することはない。
ヴォロディームィルの3人の息子のうち、長男のオレクサンド・オレリコ（アレクサンドラス・オレルカ、Aleksandras Olelka）はオレルコヴィチ＝スウツキ家（1612年に断絶）の、次男イヴァンはベリスキー家（1571年に断絶）の始祖となった。